# Ступино (Островский район)
Ступино — деревня в Островском районе Псковской области. Входит в состав Воронцовской волости.
Расположена на берегу реки Дубня, в 39 км к востоку от города Остров и в 18 км к северо-востоку от волостного центра, села Воронцово.
Численность населения деревни по состоянию на 2000 год составляет 3 жителя.
До 2005 года деревня входила в состав ныне упразднённой Шаркуновской волости с центром в д. Погорелка.